# Kaurissalo
Kaurissalo är en ö i Finland.   Den ligger i kommunen Gustavs i landskapet Egentliga Finland, i den sydvästra delen av landet, 210 km väster om huvudstaden Helsingfors. Arean är 36 kvadratkilometer.
Terrängen på Kaurissalo är mycket platt. Öns högsta punkt är 30 meter över havet. Den sträcker sig 10,6 kilometer i nord-sydlig riktning, och 8,7 kilometer i öst-västlig riktning.  I omgivningarna runt Kaurissalo växer i huvudsak barrskog.
I övrigt finns följande på Kaurissalo:
- Insjöar:
  - Mustajärvi (en sjö)
  - Myllylampi (en sjö)
  - Nällitjärvi (en sjö)
  - Paikilinaukko (en sjö)
  - Silkanjärvi (en sjö)
- Kullar:
  - Kirkonvuori (en kulle)
- Halvöar:
  - Borholma (en halvö)
  - Isoluoto (en halvö)
  - Järviluoto (en halvö)
  - Kaarlenpää (en halvö)
  - Kiparluoto (en halvö)
  - Klupinniemi (en halvö)
  - Lamholma (en halvö)
  - Lempmaa (en halvö)
  - Lupinmaa (en halvö)
  - Nootholma (en halvö)
  - Pohjolanniemi (en halvö)
  - Reviskerinniemi (en halvö)
  - Varesniemi (en halvö)
  - Vaskeri (en halvö)
  - Vesiliumaa (en halvö)